# Old Auchentroig
Old Auchentroig ist ein Wohngebäude nahe der schottischen Ortschaft Buchlyvie in der Council Area Stirling. 1973 wurde das Bauwerk in die schottischen Denkmallisten in der höchsten Denkmalkategorie A aufgenommen.

## Geschichte
Bereits seit 1394 besaß die Familie McLachlan die Ländereien von Auchentroig. Der lokale Laird John McLachlan ließ das Gebäude im Jahre 1702 errichten. Robert Roy MacGregor überfiel das Anwesen acht Jahre später. Rob Roy entführte hierbei McLachlans Sohn und stahl sein Vieh. Gegen eine Lösegeldzahlung wurde die Situation aufgelöst. Brandschäden an einer Tür sind möglicherweise auf diesen Überfall zurückzuführen.
Ursprünglich wies Old Auchentroig einen T-förmigen Grundriss auf. Um 1800 wurde jedoch der Querflügel abgebrochen. Das Gebäude verlor im Laufe des Jahrhunderts an Bedeutung als die McLachlans in der Nähe ein neues Gebäude errichten ließen. Mit dem Tod William McLachlans im Jahre 1884 starb die Linie aus. Ewing Crawford erwarb Auchentroig und zeichnet auch für die Errichtung von Auchentroig House im Jahre 1903 verantwortlich. Die St Patrick’s Missionary Society erwarb das Anwesen 1965. In den späten 1990er Jahren ließ der National Trust for Scotland Old Auchentroig nach längerem Leerstand restaurieren. Auf Grund seiner weitgehend im Ursprungszustand erhaltenen Substanz gilt Old Auchentroig als ein bedeutendes Beispiel zeitgenössischer Laird-Architektur.

## Beschreibung
Das zweistöckige Old Auchentroig steht isoliert rund 2,5 km westlich von Buchylvie. Von der Nordostfassade geht ein einstöckiger Anbau neueren Datums ab. Die südostexponierte Hauptfassade ist drei Achsen weit. Oberhalb des mittigen Eingangsportals ist eine ornamentierte Platte in die Harl-verputzte Fassade eingelassen. Sie trägt die Inschrift „17 MS.IM.BG 02“ und weist neben dem Monogramm John McLachlans das Baujahr aus. Die beiden weiteren Monogramme könnten für die Ehefrauen McLachlans stehen. Darüber findet sich eine quadratische Platte mit dem Familienwappen der McLachlans. Entlang der Fassaden sind vierteilige Sprossenfenster eingelassen. Das Gebäude schließt mit einem schiefergedeckten Satteldach.